# أذن الفأر المتهدل
أذن الفأر المتهدل (الاسم العلمي:Myosotis laxa) هو نوع من النباتات يتبع جنس أذن الفأر من الفصيلة الحمحمية.